# Elizabeth Peña
Elizabeth Maria Peña (Elizabeth, 23 de setembro de 1959 — Los Angeles, 14 de outubro de 2014) foi uma atriz, escritora, palestrante e cantora norte-americana.

## Primeiros anos e formação acadêmica
Nasceu em Elizabeth, Nova Jersey, onde foi criada, filha de Mario Peña, ator, diretor e escritor que co-fundou o Latin American Theatre Ensemble, e Estella Margarita Peña, administradora e produtora de artes. Ela é descendente de cubanos e passou seus primeiros anos em Cuba. Aos 8 anos, mudou-se para Nova Iorque.
Em 1977, formou-se na High School of Performing Arts de Nova York, onde conheceu seus colegas de classe  Ving Rhames e Esai Morales, com quem mais tarde ela estrelaria em La Bamba.

## Vida pessoal
Peña casou-se com William Stephan Kibler em 1988 e posteriormente se divorciaram. Em 1994, Peña casou-se com Hans Rolla, com quem teve dois filhos, Fiona e Kaelan.

## Morte
Peña estava internada no Centro Médico Cedars-Sinai, em Los Angeles, e morreu em 22 de outubro de 2014, devido a uma cirrose hepática, causada por alcoolismo, além de uma hemorragia gastrointestinal, choque cardiogênico e parada cardíaca.

## Filmografia
| Ano       | Produção                         | Personagem         | Notas                        |
| --------- | -------------------------------- | ------------------ | ---------------------------- |
| 1979      | El Super                         | Aurelita           |                              |
| 1981      | They All Laughed                 | Rita               |                              |
| 1985      | Crossover Dreams                 | Liz Garcia         |                              |
| 1985      | Cagney & Lacey                   | Adelita Carrena    | Episódio: "Ordinary Hero"    |
| 1985      | T. J. Hooker                     | Maria              | Episódio: "Rip-off"          |
| 1986      | Down and Out in Beverly Hills    | Carmen             |                              |
| 1986      | Hill Street Blues                | Alice              | Episódio: "Come and Get It"  |
| 1986      | Tough Cookies                    | Connie Rivera      | 6 episódios                  |
| 1987      | La Bamba                         | Rosie Morales      |                              |
| 1987      | *batteries not included          | Marisa Esteval     |                              |
| 1987-88   | I Married Dora                   | Dora Calderon      | 13 episódios                 |
| 1988      | Vibes                            | Consuelo           |                              |
| 1989      | Shannon's Deal                   | Lucy Acosta        | Filme para TV                |
| 1990      | Drug Wars: The Camarena Story    | Mika Camarena      | 3 episódios                  |
| 1990      | Blue Steel                       | Tracy Perez        |                              |
| 1990      | Jacob's Ladder                   | Jezebel            |                              |
| 1990-91   | Shannon's Deal                   | Lucy Acosta        | 11 episódios                 |
| 1992      | The Waterdance                   | Rosa               |                              |
| 1992      | Fugitive Among Us                | Flo Martin         | Filme para TV                |
| 1993      | Dream On                         | Debra              | Episódio: "Super Freak"      |
| 1994      | L.A. Law                         | Jinx Baldasseri    | 4 episódios                  |
| 1994      | Dead Funny                       | Viv Saunders       |                              |
| 1994      | Roomates                         | Lisa               | Filme para TV                |
| 1995      | Free Willy 2: The Adventure Home | Kate Haley         |                              |
| 1997      | Contagious                       | Luisa Rojas        | Filme para TV                |
| 1998      | A hora do rush                   | Johnson            |                              |
| 1999      | Seven Girlfriends                | Martha             |                              |
| 2001      | Tortilla Soup                    | Letícia            |                              |
| 2002-2003 | Boston Public                    | Elizabeth Vasquez  | 2 episódios                  |
| 2003      | CSI: Miami                       | Mercedes Escalante | Episódio: "Simple Man"       |
| 2003      | Liga da Justiça                  | Paran Dul          | 3 episódios                  |
| 2004      | The Incredibles                  | Mirage             |                              |
| 2004      | NCIS - Investigações Criminais   | Lina Reyes         | Episódio: "Terminal Leave"   |
| 2004      | Maya & Miguel                    | Rosa Santos        | Episódio: "Rhymes with Gato" |
| 2004      | Os Incríveis                     | Mirage             |                              |
| 2005      | Transamerica                     | Margaret           |                              |
| 2005      | Down in the Valley               | Gale               |                              |
| 2007      | American Dad!                    | Dona de loja       | 1 episódio                   |
| 2009      | Down for Life                    | Senhora Castro     |                              |
| 2013      | Modern Family                    | Pilar              | 2 episódios                  |
| 2014      | Matador                          | Maritza Sandoval   | 7 episódios                  |
| 2014      | Disney Infinity                  | Mirage             | Video-game                   |